# Cross-connect
In telecomunicazioni un cross-connect o ripartitore è un elemento di rete dei sistemi di trasmissione telefonica e dati. La sua funzione è quella di smistare alte capacità di traffico tra le varie parti di una rete e per tale motivo trova impiego essenzialmente nelle dorsali geografiche a livello nazionale o internazionale.
Per le sue caratteristiche, si tratta di un apparato tipicamente di grandi dimensioni o di elevata complessità di cablaggio e di installazione.

## Principio di funzionamento
In linea di principio, la funzionalità del cross-connect viene realizzata essenzialmente da un circuito di commutazione (matrice) in grado di stabilire i collegamenti incrociati (in inglese cross-connection da cui il nome) tra il traffico in ingresso e il traffico in uscita secondo la distribuzione prevista. Essendo un apparato ad alta capacità, la matrice è caratterizzata da un elevato numero di porte e di combinazioni potenziali.

## Caratteristiche

### Cross-connect per reti plesiocrone
Nelle reti plesiocrone di tipo PDH, il cross-connect, detto anche ripartitore numerico, per poter effettuare la distribuzione deve necessariamente prima demultiplare il traffico in ingresso e poi rimultiplarlo sulle varie uscite. Questa operazione comporta un aumento della complessità dell'apparato, che quindi, a parità di capacità di traffico smistabile, richiede costi e ingombri più elevati.

### Cross-connect per reti sincrone
Nelle reti sincrone di tipo SDH o SONET, le operazioni di demultiplazione/rimultiplazione non sono più necessarie, in quanto la struttura di trama sincrona consente l'accesso diretto ai singoli flussi tributari. Questo consente di realizzare apparati più compatti e più efficienti rispetto ai ripartitori numerici plesiocroni.

### Cross-connect per reti ottiche
Nelle reti ottiche di tipo WDM, il problema principale è costituito dalla tecnologia. Sono possibili, in linea di principio, due tipi di apparati: 
1. i cross-connect a commutazione elettrica, in cui il segnale viene convertito da ottico in elettrico e poi distribuito usando una matrice elettronica per essere infine riconvertito in segnale ottico, eventualmente a una lunghezza d'onda λ diversa (da un punto di vista ottico, la trasposizione di frequenza tra la λ in ingresso e quella in uscita viene considerato l'equivalente di un collegamento incrociato)
2. i cross-connect completamente ottici, in cui si usa una matrice ottica composta essenzialmente da filtri per isolare le singole λ, e da specchi e prismi speciali per il collegamento tra ingresso e uscita e la trasposizione in frequenza.

In entrambe le soluzioni la complessità dell'apparato è elevata, in un caso per la componentistica aggiuntiva necessaria per le conversioni ottico-elettrico e viceversa, nell'altro per l'impiego di componentistica tecnologicamente molto sofisticata e costosa costituendo di fatto limite per la massima capacità commutabile da un singolo apparato.

## Utilizzo in rete
I cross-connect vengono utilizzati per dorsali e, per realizzare uno smistamento complessivo efficiente, vengono normalmente collegati tra di loro in rete magliata. Questa configurazione, oltre a garantire una capacità di commutazione complessiva di tipo completo, consente anche di realizzare schemi di protezione efficaci anche a fronte di guasti multipli dato che in una rete completamente magliata, in caso di guasto di un nodo o di un collegamento tra nodi è sempre possibile trovare un collegamento alternativo che aggiri il problema e che consenta al resto della rete di funzionare regolarmente. In questo modo si garantisce un'elevata disponibilità della rete, criterio fondamentale per le dorsali geografiche che devono garantire il traffico telefonico e dati su lunghe e lunghissime distanze.